# Disclosure (Album)
Disclosure ist das zehnte Studioalbum der niederländischen Band The Gathering. Es erschien im Jahr 2012 beim bandeigenen Label Psychonaut Records.

## Entstehung und Veröffentlichung
In den zwei Jahren nach The West Pole, dem ersten Album mit der neuen Sängerin Silje Wergeland, tourten The Gathering in Europa und Südamerika. Im Mai 2011 veröffentlichte die Band ein neues Stück auf ihrer Bandcamp-Seite, spielte es im Sommer live und drehte auch ein Musikvideo dazu. Ein neues Album wurde schließlich für 2012 angekündigt. Im Juni 2012 wurde ein weiteres Stück auf Bandcamp vorgestellt, das Album erschien im September. Es war mit den Gastmusikern Jos van den Dungen (Violine, Viola), Maaike Peterse (Cello) und Noel Hofman (Trompete) in verschiedenen Studios aufgenommen, von Guido Aalbers bei GieSound abgemischt und von Paul Matthijs Lombert bei The Mastering Factory gemastert worden.

## Titelliste
1. Paper Waves – 5:32
2. Meltdown – 7:56
3. Paralyzed – 5:04
4. Heroes for Ghosts – 10:42
5. Gemini I – 4:55
6. Missing Seasons – 3:26
7. I Can See Four Miles – 9:04
8. Gemini II – 5:03

## Stil
The Gathering führen auf dem Album ihren charakteristischen, melancholischen Stil mit Einflüssen aus Alternative Rock, Artrock und Post-Rock fort. Wie auf The West Pole sind auch auf Disclosure wieder einige Bezüge zu früheren Alben wie Mandylion oder How to Measure a Planet? wahrnehmbar. Viele Stücke sind ruhig, die Stimmung verträumt bis düster.

## Rezeption
Die Reaktionen der Presse auf das Album fielen wie schon beim Vorgänger gemischt aus. Eduardo Rivadavia von Allmusic sieht die Band in einer Identitätskrise und findet Disclosure, das versuche verschiedenen Fangruppen zu gefallen, letztlich verwirrend. Boris Kaiser hält das Album für „solide“, jedoch für „kein Highlight“. Michael Edele von laut.de urteilt, dass The Gathering „ihr kränkelndes Schiff wieder auf Kurs gebracht haben“ und lobt beispielsweise die Leichtigkeit des Albums und den Gesang Wergelands.